# أنور الكريم شودري
أنور الكريم شودري (بالبنغالية: আনোয়ারুল করিম চৌধুরী)‏؛ من مواليد 5 فبراير 1943، دبلوماسي من بنجلاديش اشتهر بعمله في مجال التنمية في أفقر الدول والسلام العالمي ومناصرة حقوق المرأة والطفل. في خطاب ألقاه في عام 2005، قال شودري: «لا ينبغي أن ننسى أنه عندما يتم تهميش المرأة، يكون هناك فرصة ضئيلة لمجتمع منفتح وقائم على المشاركة».  ومن خلال دوره كمبعوث رائد لثقافة السلام في الأمم المتحدة، قال في مايو 2010 إن جهود السلام ستفشل باستمرار حتى يتبنى الناس وحدة الإنسانية. 

## سيرة شخصية
عين الأمين العام للأمم المتحدة شودري في آذار / مارس 2002 في منصب وكيل الأمين العام والممثل السامي لأقل البلدان نموا والبلدان النامية غير الساحلية والدول الجزرية الصغيرة النامية.
في كانون الأول / ديسمبر 2003، عُين شودري أمينًا عامًا للاجتماع الدولي لاستعراض السنوات العشر لبرنامج عمل بربادوس من أجل التنمية المستدامة للدول الجزرية الصغيرة النامية الذي عُقد في موريشيوس في الفترة من 10 إلى 14 كانون الثاني / يناير 2005. كما تم تعيين شودري أمينا عاما للمؤتمر الوزاري الدولي للبلدان النامية غير الساحلية وبلدان المرور العابر النامية ومجتمع المانحين بشأن التعاون في مجال النقل العابر الذي عقد في ألماتي، كازاخستان في 28-29 آب / أغسطس 2003.
قبل تعيينه، أكمل شودري مهمته (1996-2001) كممثل دائم لبنغلاديش لدى الأمم المتحدة في مدينة نيويورك. كما شغل منصب سفير بنغلاديش في شيلي ونيكاراغوا وبيرو وفنزويلا، وكذلك المفوض السامي لبنغلاديش في جزر الباهاما وغيانا.
خلال فترة عمله كممثل دائم، عمل شودري كرئيس لمجلس الأمن، ورئيس المجلس التنفيذي لمنظمة الأمم المتحدة للطفولة (اليونيسف) ونائب رئيس المجلس الاقتصادي والاجتماعي للأمم المتحدة في عامي 1997 و1998. وقد عمل لأكثر من 10 سنوات كمنسق لأقل البلدان نموا في مدينة نيويورك. وفي أيار / مايو 2001، قاد المفاوضات نيابة عن أقل البلدان نموا في مؤتمر الأمم المتحدة الثالث المعني بأقل البلدان نموا، الذي اعتمد برنامج عمل بروكسل الشامل للعقد الحالي. كما ترأس شودري اللجنة الخامسة (شؤون الإدارة والميزانية) للجمعية العامة للأمم المتحدة في 1997-1998. من عام 1990 إلى عام 1993، كان شودري مدير اليونيسف لليابان وأستراليا ونيوزيلندا.

## التعليم
ولد شودري عام 1943 في دكا بالهند البريطانية وانضم إلى السلك الدبلوماسي عام 1967. وهو حاصل على درجة الماجستير في الآداب في التاريخ المعاصر والعلاقات الدولية من جامعة دكا. كان مساهمًا منتظمًا في المجلات المتعلقة بقضايا السلام والتنمية وحقوق الإنسان، ومتحدثًا في المؤسسات الأكاديمية والمنتديات الأخرى. كما شغل منصب أستاذ مساعد في كلية الدبلوماسية، جامعة سيتون هول بجنوب أورانج، نيو جيرسي، الولايات المتحدة.

## التكريمات
تشودري حاصل على جائزة يو ثانت للسلام وميدالية غاندي الذهبية لليونسكو لثقافة السلام. وهو راع فخري للجنة التدريس عن الأمم المتحدة (CTAUN)، نيويورك. في آذار / مارس 2003، منحت جامعة سوكا اليابانية تشودري درجة الدكتوراه الفخرية لعمله في قضايا المرأة وحقوق الطفل وثقافة السلام وكذلك لتعزيز الأمم المتحدة. أدت مبادرته في مارس 2000 كرئيس لمجلس الأمن إلى اعتماد قرار مجلس الأمن الدولي رقم 1325 الرائد بشأن دور المرأة في السلام والأمن.
تم تكريم شودري من قبل حكومة بوركينا فاسو بأعلى وسام في البلاد، في 18 يونيو 2007 في واغادوغو لبطولته في قضية البلدان الأكثر ضعفا.

## حوار الأديان
في 2 ديسمبر / كانون الأول 2008، قال شودري: «الحوار بين الأديان ضروري للغاية، وذا صلة. . . . إذا كان عام 2009 هو حقا عام التعاون بين الأديان، فإن الأمم المتحدة بحاجة ماسة إلى تعيين ممثل بين الأديان على مستوى رفيع في الأمانة العامة.» 

## روابط خارجية
- في خريف عام 2007، قام السفير شودري بتدريس مقرر لمدة أسبوع في جامعة سوكا الأمريكية الواقعة في أليسو فيجو، كاليفورنيا، الولايات المتحدة حول موضوع خلق «ثقافة السلام».